# Jan Zieliński
Jan Zieliński (Warschau, 16 november 1996) is een tennisser uit Polen.

## Loopbaan
Zieliński maakte zijn profdebuut in 2019. Voordien speelde hij collegetennis voor de University of Georgia. Hij won zijn eerste challenger in 2020. In 2021 zette hij zich door op het challengerniveau en won er vier. In 2021 bereikte hij ook voor de eerste keer een ATP-finale en kon winnen in de ATP Metz aan de zijde van Hubert Hurkacz maar verloor in de ATP Gstaad geflankeerd door landgenoot Szymon Walków. 
In 2022 speelde hij driemaal een ATP-finale, hij won er een samen met Hugo Nys opnieuw op de ATP Metz. Hij verloor de finale op de ATP Marrakesh en ATP Winston-Salem. Hij speelde op alle vier grandslamtoernooien en bereikte de kwartfinale als beste resultaat op het US Open.
In 2023 won hij het gemengd dubbelspel op het Australian Open, samen met de Taiwanese Hsieh Su-wei.

## Palmares
| Legenda                       | Legenda               |
| ----------------------------- | --------------------- |
| Grand Slam                    |                       |
| Olympische Spelen             |                       |
| tot 2009                      | vanaf 2009            |
| Tennis Masters Cup            | ATP Finals            |
| ATP Masters Series            | ATP Tour Masters 1000 |
| ATP International Series Gold | ATP Tour 500          |
| ATP International Series      | ATP Tour 250          |

### Mannendubbelspel
| Nr.                  | Datum      | Toernooi             | Ondergrond    | Partner          | Tegenstanders in finale                  | Score            | Details |
| -------------------- | ---------- | -------------------- | ------------- | ---------------- | ---------------------------------------- | ---------------- | ------- |
| gewonnen finales     |            |                      |               |                  |                                          |                  |         |
| 1.                   | 2021-09-26 | ATP Metz (1)         | hardcourt (i) | Hubert Hurkacz   | Hugo Nys Arthur Rinderknech              | 7-5, 6-3         | details |
| 2.                   | 2022-02-25 | ATP Metz (2)         | hardcourt (i) | Hugo Nys         | Lloyd Glasspool Harri Heliövaara         | 7-6, 6-4         | details |
| 3.                   | 2023-05-21 | ATP Rome             | gravel        | Hugo Nys         | Robin Haase Botic van de Zandschulp      | 7-5, 6-1         | details |
| 4.                   | 2023-11-11 | ATP Metz (3)         | hardcourt (i) | Hugo Nys         | Constantin Frantzen Hendrik Jebens       | 6-4, 6-4         | details |
| verloren finales     |            |                      |               |                  |                                          |                  |         |
| 1.                   | 2021-07-25 | ATP Gstaad           | gravel        | Szymon Walków    | Marc-Andrea Hüsler Dominic Stricker      | 1-6, 6-7         | details |
| 2.                   | 2022-04-10 | ATP Marrakesh        | gravel        | Andrea Vavassori | Rafael Matos David Vega Hernández        | 1-6, 5-7         | details |
| 3.                   | 2022-08-27 | ATP Winston-Salem    | hardcourt     | Hugo Nys         | Matthew Ebden Jamie Murray               | 4-6, 2-6         | details |
| 4.                   | 2023-01-28 | Australian Open      | hardcourt     | Hugo Nys         | Rinky Hijikata Jason Kubler              | 4-6, 6-7         | details |
| 5.                   | 2023-10-29 | ATP Bazel            | hardcourt (i) | Hugo Nys         | Santiago Gonzalez Edouard Roger-Vasselin | 7-6, 6-7, [1-10] | details |
| gewonnen challengers |            |                      |               |                  |                                          |                  |         |
| 1.                   | 2020-09-27 | Sibiu                | gravel        | Hunter Reese     | Robert Galloway Hans Hach                | 6-4, 6-2         |         |
| 2.                   | 2021-04-18 | Split                | gravel        | Szymon Walków    | Grégoire Barrère Albano Olivetti         | 6-2, 7-5         |         |
| 3.                   | 2021-07-11 | Braunschweig         | gravel        | Szymon Walków    | Ivan Sabanov Matej Sabanov               | 6-4, 4-6, [10-8] |         |
| 4.                   | 2021-08-15 | Meerbusch            | gravel        | Szymon Walków    | Dustin Brown Robin Haase                 | 6-3, 6-1         |         |
| 5.                   | 2022-03-13 | Roseto degli Abruzzi | gravel        | Hugo Nys         | Roman Jebavý Philipp Oswald              | 7-6, 6-4, [10-3] |         |

## Resultaten grote toernooien
| Legenda | Legenda                          |
| ------- | -------------------------------- |
| g.t.    | geen toernooi gehouden           |
| l.c.    | lagere categorie                 |
| –       | niet deelgenomen                 |
| G       | uitgeschakeld in de groepsfase   |
| 1R      | uitgeschakeld in de eerste ronde |
| 2R      | uitgeschakeld in de tweede ronde |
| 3R      | uitgeschakeld in de derde ronde  |
| 4R      | uitgeschakeld in de vierde ronde |
| KF      | uitgeschakeld in de kwartfinale  |
| HF      | uitgeschakeld in de halve finale |
| F       | de finale verloren               |
| W       | het toernooi gewonnen            |
| w-v     | winst/verlies-balans             |

### Mannendubbelspel
| Grandslamtoernooien |    |      |      |   |
| Australian Open     | –  | 1R   | F    |   |
| Roland Garros       | –  | 3R   | 2R   |   |
| Wimbledon           | –  | 2R   | 3R   |   |
| US Open             | –  | KF   | KF   |   |
| Olympische Spelen   |    |      |      |   |
| Olympische Spelen   | –  | g.t. | g.t. |   |
| Statistieken        |    |      |      |   |
| titels per jaar     | 1  | 1    | 2    | 0 |
| eindejaarsranking   | 96 | 34   | 20   |   |

### Gemengd dubbelspel
| Grandslamtoernooien |      |   |
| Australian Open     | 1R   | W |
| Roland Garros       | 1R   |   |
| Wimbledon           | 1R   |   |
| US Open             | 1R   |   |
| Olympische Spelen   |      |   |
| Olympische Spelen   | g.t. |   |